# Zhanna Barrer
Zhanna Barrer (ur. 2 września 1983) – izraelska lekkoatletka, specjalizująca się w skoku o tyczce.

## Osiągnięcia
- 11. miejsce podczas mistrzostw świata juniorów (Kingston 2002)
- złota medalistka mistrzostw Izraela

## Rekordy życiowe
- skok o tyczce – 3,95 (2003)
- skok o tyczce (hala) – 3,80 (2003 & 2005 & 2009) były rekord Izraela, wyrównany wynik Olgi Dogadko